# Piper armatum
Piper armatum är en pepparväxtart som beskrevs av Trel. & Yunck.. Piper armatum ingår i släktet Piper och familjen pepparväxter. Inga underarter finns listade i Catalogue of Life.